# Ершов, Михаил Васильевич
Михаи́л Васи́льевич Ершо́в (4 (17) сентября 1911 года, село Мамыково, Казанская губерния — 3 июня 1974 года, Дубравлаг) — основатель и лидер движения «михайловцев», где имел звание епископа.

## Биография

### Ранняя жизнь и первые аресты
Михаил Васильевич Ершов родился 4 (17) сентября 1911 года в селе Мамыково Казанской губернии в крестьянской семье. (3 класса церковно-приходской школы). С ранних лет был глубоко верующим человеком, читал молитвы, был певчим в церкви. В 1929 году из-за не согласия с отцом, который был председателем колхоза и проводил раскулачивание, ушёл из дома.
10 марта 1931 года был арестован в первый раз за попытку передать продукты арестованным христианам в Чистопольской тюрьме. Будучи под арестом, подвергался угрозам, пыткам и избиениям. В апреле был освобождён под поручительство матери и «обещание жить и работать в своей деревне». В июле того же года за выступление в защиту церкви был арестован второй раз в Казани у тюрьмы, где находились арестованные священнослужители, но через 12 дней был освобождён. В последующие два года был неоднократно подвергнут арестам за проповедничество и приверженность вере.
В 1933 году в своём селе был арестован и доставлен в тюрьму на станции Нурлат, после чего отпущен, но продолжил проповедовать в близлежащих сёлах.

### Первый лагерный срок
В июне 1934 года был арестован в Билярске, куда прибыл для участия в крёстном ходе, и доставлен в тюрьму Чистополя. Согласно свидетельским показаниям, «проповедовал, что колхозы скоро распадутся». 10 июля 1934 года был приговорён по статье 58-10 УК РСФСР к 8 годам лишения свободы.
Вначале отбывал в Сиблаге, куда был этапирован в столыпинском вагоне. В июне 1935 года во время этапа заболел и на станции Камышет Иркутской области был снят с поезда. Несмотря на его заболевание, был направлен на лесоповал.
В последующие два года был этапирован в разные лагеря: Богучан, Рачи, Бира, Щебенчиха (Бамлаг), район реки Гольд, Дормидонтовка. В декабре 1937 года был направлен в Улан-Удэ для участия в работах по строительству железной дороги, в декабре 1939 года — в Карело-Финскую АССР на строительство участка Кандалакша — Кулоярви Мурманской железной дороги, в мае 1940 года — в Архангельскую область на строительство дороги на станцию Обозерская), в апреле 1942 года — в Ульяновск на работы по строительству железной дороги Ульяновск — Свияжск).
В июне 1942 года закончился срок первого приговора, но только 25 сентября он получил документы об освобождении и ему предложили остаться работать на строительстве железной дороги «Ульяновск — Свияжск» как вольнонаёмному. Своего согласия на работу он не давал, но тем не менее, был на работу зачислен. Через несколько дней, поскольку был освобожденным, он оставил место работы и поехал домой, но недалеко от своей деревни был задержан и в сопровождении милиционера был отправлен в сельсовет села Савруши.
24 января 1943 года Военный Трибунал войск НКВД Татарской АССР установил, что Ершов М. В., зачисленный на оборонные работы, к работе не приступал, а 25 октября 1942 покинул место работы в неизвестном направлении, тем самым совершив преступление по Указу от 26.12.1941 года. Руководствуясь статьями 265, 319 и 320 УПК РСФСР, трибунал приговорил Ершова М. В. к тюремному заключению на 8 лет. 15 февраля 1943 года Ершов М. В. был признан годным к службе в армии. На следующий день, следуя пешком в составе колонны в расположение военкомата, Михаил Ершов у села Иванаево совершил побег, так как по церковным правилам, он как иеромонах не имел права воевать с оружием в руках, за такие действия священнослужителя лишают сана.

### Арест 1943 года и второй тюремный срок
В декабре 1943 года иеромонах Михаил был задержан в селе Старошешминск.
18 августа 1944 года на закрытом судебном заседании Военного Трибунала Казанского гарнизона Приволжского военного округа М. В. Ершов был приговорён к высшей мере наказания, и его посадили в камеру смертников Чистопольской тюрьмы, где он пробыл 82 суток. Для утверждения высшей меры наказания материалы судебного дела и копия приговора были отправлены председателю Военной коллегии Верховного Суда СССР генерал-полковнику юстиции В. Ульриху, который постановил: «Заменить Ершову М. В. высшую меру наказания пятнадцатью годами каторжных работ».
В марте 1948 года Ершов М. В. был направлен на цементный завод, после чего через 1 год и 2 месяца, в мае 1949 года он был этапирован на 27 шахту, 27 ОЛП, где также проработал 1 год и 2 месяца, пока в июле 1950 года не был отправлен на Колыму.
В 1955 году из Магадана он был отправлен в бухту Ванина, а 4 ноября 1955 года из бухты Ванино был переведён в Советскую Гавань на 703 лагпункт, где над святителем продолжали издеваться. В феврале 1956 года начальник лагерного отделения постановил: «Заключенному Ершову М. В. назначить режим содержания на спецлагпункте строгого режима для трудоспособных».
В мае 1956 года он был переведён в тюрьму сроком на один год. Данное постановление было утверждено зам. начальника Управления МВД по Хабаровскому краю 30 мая 1956 года, а святителю объявили об этом только 18 июля. В 1958 году у Ершова М. В. срок его заключения заканчивался. Из Озерлага через Свердловскую тюрьму № 1 М. В. Ершов был доставлен в Казань. 1 июля на судебном заседании во внутренней тюрьме КГБ, где М. В. Ершов и его сподвижники были обвинены в том, что они создали подпольную религиозную антисоветскую организацию и не подчинялись государственной власти.
В августе 1958 года судебная коллегия по уголовным делам Верховного суда Татарской АССР приговорила епископа Михаила Васильевича Ершова к 25 годам лишения свободы.
В октябре 1958 года М. В. Ершова этапировали из тюрьмы Казани в лагерь Воркуты. В апреле 1959 года Михаил Ершов молился в бараке, но его молитва была прервана с появлением надзирателей, которые составили акт: «Сего числа при обходе жилых бараков в 5 часов в бараке № 73 з/к Ершов М. В. молился в раздевалке, чем нарушил распорядок дня». В тот же день судебная коллегия Верховного суда Коми АССР постановила: «водворить в тюрьму заключенного Ершова М. В. сроком на один год с лишением всех имеющихся у него зачётов рабочих дней». 28 мая он прибыл в транзитно-пересыльное отделение Управления ИТЛиК Управления МВД по Московской области, где отбывал заключение сроком 1 год.
В апреле 1960 года, когда срок в тюрьме подходил к концу, комиссия при Владимирской тюрьме постановила: «заключенному Ершову М. В. назначить СТРОГИЙ режим содержания». 29 апреля М. В. Ершов прибыл на пересылку Дубравного ИТЛ (Дубравлаг): станция Потьма, 18-е лагерное отделение. Через четыре месяца начальник 5 лагерного отделения Дубравлага постановил изменить режим содержания М. В. Ершову со «строгого» на «общий», так как он «не допускал нарушений лагерного режима. Взысканиям не подвергался. Инвалид II группы. По состоянию здоровья работать не может. Дальнейшее содержание на строгом режиме нецелесообразно». 19 августа 1960 года М. В. Ершова этапировали в 7-е лагерное отделение, в поселок Сосновку.
В 1961 году, учитывая то, что М. В. Ершов пользовался непререкаемым авторитетом у сторонников Истинно-православной церкви, власти начали активную кампанию по дискредитации его в глазах сторонников. Власти и КГБ были заинтересованы в том, чтобы любыми средствами расколоть ИПЦ, склонив хотя бы некоторых из них на сторону Московского патриархата. В рамках этой кампании по дискредитации Церкви, возглавляемой епископом Ершовым М. В., был снят документальный фильм «Липкая паутина».
В декабре 1961 года святитель Ершов М. В. был доставлен в лагерь с более суровым режимом — Дубровлаг в поселке Потьма Мордовской АССР.
В ноябре 1970 года М. В. Ершов был переведён в центральную лагерную больницу, где встретился с заключённым Олегом Михайловичем Сениным, который позднее вспоминал:

«Владыка Михаил Ершов — катакомбный епископ, с которым мы познакомились в лагере, говорил, что наш народ обнаруживает свою укоренённость в православии тем, что, оказавшись в страданиях, мы ни к чему так единодушно не обращаемся, как именно к вере наших дедов
…
Что больше всего меня в нём поражало и убеждало, так это то, что человек, который столько лет провел в нечеловеческих условиях, сохранил ясную память, незлобие, красоту души».

Михаил Васильевич Ершов умер в тюремной больнице 3 июня 1974 года. В медицинской карте было записано, что несмотря на проведённые процедуры, состояние больного ухудшилось и 3 июня 1974 года в 4 часа 40 минут, не приходя в сознание, он скончался в результате кровоизлияния в мозг.